# Madeleine Wanamaker
Madeleine Wanamaker (* 14. Februar 1995 in Neenah, Wisconsin) ist eine Ruderin aus den Vereinigten Staaten.

## Karriere
Madeleine Wanamaker begann 2013 an der University of Wisconsin–Madison mit dem Rudersport. 2016 belegte sie mit dem Doppelvierer den elften Platz bei den U23-Weltmeisterschaften, bei den U23-Weltmeisterschaften 2017 erreichte sie mit dem Achter den zweiten Platz. 
2018 belegte sie mit dem Vierer ohne Steuerfrau den vierten Platz bei der Weltcup-Regatta in Luzern. In der Besetzung Madeleine Wanamaker, Erin Boxberger, Molly Bruggeman und Erin Reelick gewann das Boot den Titel bei den Weltmeisterschaften in Plowdiw vor den Australierinnen und den Russinnen. 2019 fand in Plowdiw eine Weltcup-Regatta statt. Wanamaker startete zusammen mit Erin Reelick im Zweier ohne Steuerfrau sowie zusammen mit Reelick, Emily Huelskamp und Olivia Coffey im Vierer ohne Steuerfrau und belegte in beiden Bootsklassen den fünften Platz, wobei sie jeweils nicht im bestplatzierten Boot aus den Vereinigten Staaten saß. Bei den Weltmeisterschaften in Linz trat sie im Vierer mit Molly Bruggeman, Victoria Opitz und Caryn Davies an. Die US-Ruderinnen erreichten das Finale und belegten den sechsten Platz. Zwei Jahre später bei den Olympischen Spielen in Tokio verpasste der amerikanische Vierer das A-Finale. Madeleine Wanamaker, Claire Collins, Kendall Chase und Grace Luczak belegten als Siegerinnen des B-Finales den siebten Platz.
2022 trat Wanamaker bei den Weltmeisterschaften in Račice u Štětí in zwei Bootsklassen an. Zusammen mit Claire Collins gewann sie die Bronzemedaille im Zweier ohne Steuerfrau hinter den Neuseeländerinnen und den Niederländerinnen. Beide ruderten auch im Achter, der den vierten Platz belegte. Ein Jahr später wurde Wanamaker zusammen mit Kelsey Reelick, Molly Bruggeman und Claire Collins im Vierer ohne Steuerfrau Vierte bei den Weltmeisterschaften 2023 in Belgrad. 2024 wechselten Bruggeman, Wanamaker und Collins in den US-Achter. Bei den Olympischen Spielen 2024 erreichte der Achter aus den Vereinigten Staaten die Ziellinie als fünftes Boot.